# Exchange Square (Manchester)

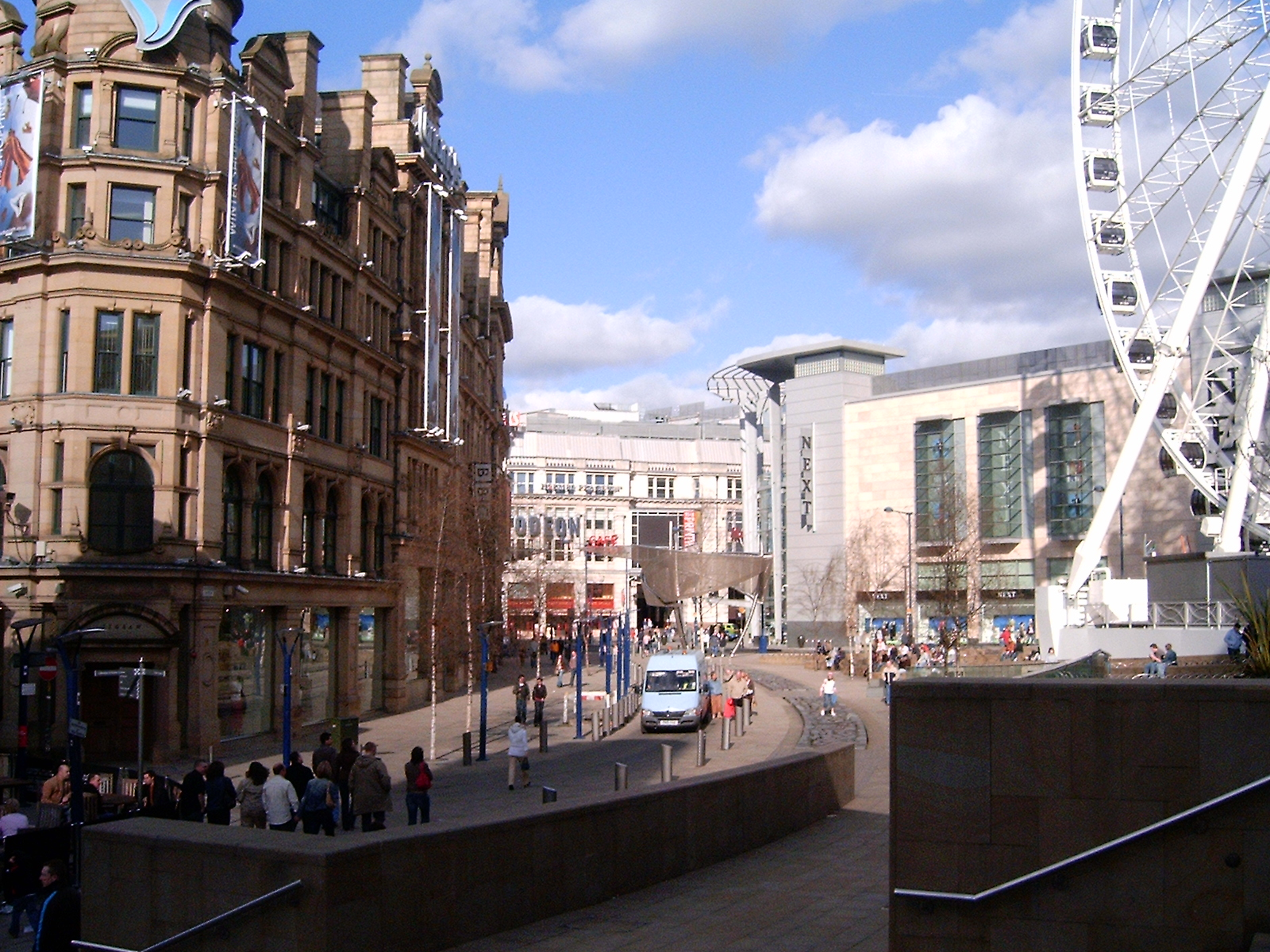
L'Exchange Square à Manchester. On peut voir (à partir de la gauche) The Triangle, the Printworks et le Manchester Arndale

Exchange Square est une place de la ville de Manchester, en Angleterre. Elle a été reconstruite après l'attentat de l'IRA de 1996. Au cours de cette restructuration, deux pubs ont été supprimés pour faire place à un magasin Marks & Spencer.
Aujourd'hui la place est une zone très importante pour le shopping, avec un magasin Selfridges, le centre commercial The Triangle, une nouvelle entrée du centre commercial Manchester Arndale, le plus grand magasin Next du monde, the Printworks, et de nombreux pubs.